# Hrafn Hængsson
Hrafn Hængsson o Ketilsson (n. 879) fue un jurista y goði de Islandia en el siglo X, en plena Era vikinga. Era hijo del hersir noruego Ketil Thorkelsson, y uno de los primeros colonos de los asentamientos islandeses junto a su esposa Ingunn.
Hrafn fue una de las muchas facciones responsables de la unificación de Islandia bajo autoridad de Althing y designado primer lagman en el primer parlamento del año 930, cargo que ostentó hasta 949. También aparece como personaje histórico en la saga de Njál.

## Herencia
Su hijo Sæbjörn Hrafnsson, fue goði de Hof, Oddi, Rangárvallasýsla. Su hija Þorlaug Hrafnsdóttir, fue esposa de Jörundur goði Hrafnsson, un hijo de Hrafn heimski Valgarðsson.